# Port Vincent (Australia)
Port Vincent – miasto w Australii, w stanie Australia Południowa.